# Nuculoma corbuloides
Nuculoma corbuloides är en musselart som först beskrevs av Moller 1842.  Nuculoma corbuloides ingår i släktet Nuculoma och familjen nötmusslor. Inga underarter finns listade i Catalogue of Life.